# Roger Lawrence Schwietz

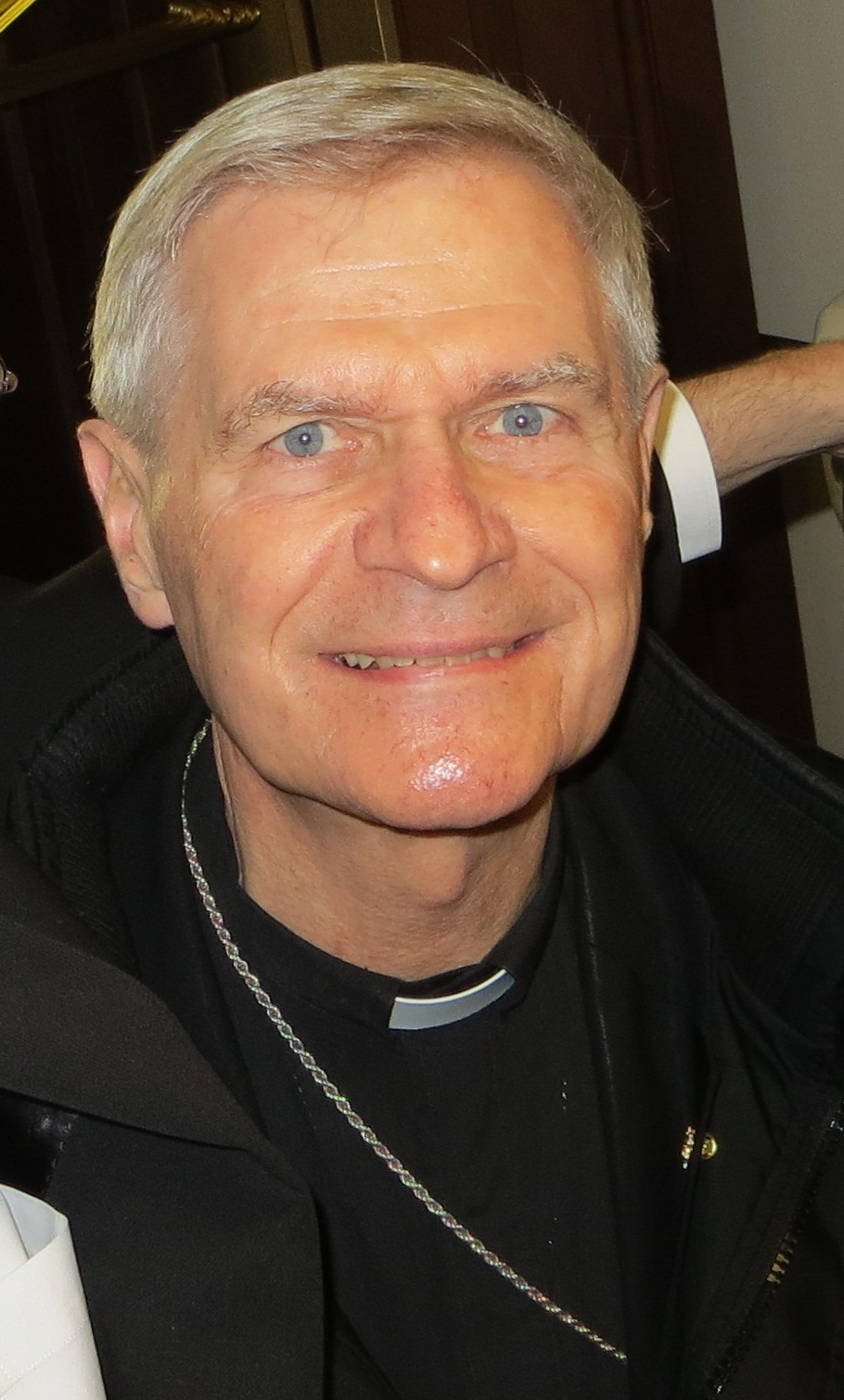
Roger Lawrence Schwietz (2013)

Roger Lawrence Schwietz, OMI (* 3. Juli 1940 in Saint Paul, Minnesota) ist ein US-amerikanischer Ordensgeistlicher und Alterzbischof von Anchorage.

## Leben
Schwietz trat der Ordensgemeinschaft der Oblaten der Unbefleckten Jungfrau Maria bei und empfing am 20. Dezember 1967 das Sakrament der Priesterweihe.
Papst Johannes Paul II. ernannte ihn am 12. Dezember 1989 zum Bischof von Duluth. Als Wahlspruch wählte er Jesus Christ is Lord. Die Bischofsweihe spendete ihm der Erzbischof von Saint Paul and Minneapolis, John Robert Roach, am 2. Februar des nächsten Jahres; Mitkonsekratoren waren Robert Henry Brom, Koadjutorbischof von San Diego, und Michael David Pfeifer OMI, Bischof von San Angelo.
Am 18. Januar 2000 wurde er zum Koadjutorerzbischof von Anchorage ernannt und am 24. März desselben Jahres in das Amt eingeführt. Nach dem Rücktritt Francis Thomas Hurleys folgte er ihm am 3. März 2001 als Erzbischof von Anchorage nach. Papst Benedikt XVI. ernannte ihn am 16. Januar 2008 zum Apostolischen Administrator von Juneau. Dieses Amt übte er bis zum Ende der Sedisvakanz am 19. Januar 2009 aus. Vom September 2013 bis zum Dezember 2014 war er zudem Apostolischer Administrator des vakanten Bistums Fairbanks. Am 4. Oktober 2016 nahm Papst Franziskus sein altersbedingtes Rücktrittsgesuch an.